# Rue de Bouillé
La rue de Bouillé est une rue de Nantes, en France.

## Situation et accès
Située dans le quartier Hauts-Pavés - Saint-Félix cette voie bitumée et ouverte à la circulation automobile relie la rue Paul-Bellamy au quai de Versailles. Sur son tracé elle rencontre les rues Eugène-Tessier et de la Distillerie.

## Origine du nom
Elle rend mémoire au Comte Fernand de Bouillé, écrivain, né à Paris le 19 mars 1821, mort à Orléans le 25 décembre 1870 des suites d’une blessure reçue au combat de Patay durant la guerre franco-prussienne, le 2 du même mois, et de son fils Jacques, né à Nantes le 4 mai 1844 et tué durant la même bataille,.

## Historique
La rue fut ouverte au début des années 1870. Par arrêté municipal du 8 août 1874, cette rue prit ce nom, 
En 1922, le département de la Loire-Atlantique décide du transfert des Archives départementales installées jusqu'ici dans la chapelle du Palais Dobrée.
En 1927, le département se porte acquéreur auprès Mme Dupavillon, de l'hôtel Gueudet Moreau-Dupavillon, hôtel particulier situé à l'angle des rues Bouillé/Distillerie, construit entre 1870 et 1886 sur une parcelle du lotissement de la Carterie, pour le compte d'Alfred Gueudet, « fabricant de registres ». Celui-ci l'avait cédé en 1886 à Pierre Moreau, la père de Mme Dupavillon. Ce bâtiment conserve toujours alors sa riche décoration intérieure, notamment son hall avec escalier et rampe en ferronnerie, ses deux salons ornés de boiseries peintes et décorées de putti, ainsi que plusieurs plafonds peints.
C'est dans le parc de la propriété Gueudet que l’architecte René Ménard fit construire entre 1930 et 1933 un bâtiment destiné à la conservation des archives donnant sur la rue de la Distillerie. Trente ans plus tard, l'architecte Maurice Ferré fit construire un silo situé dans le prolongement du bâtiment conçu par Ménard.
En 1974, le département achète la propriété Lafontaine Saint-Royre (voisine de l'hôtel Geudet), dont l'hôtel particulier construit peu après 1870 pour le compte de Jules-Marie Lafontaine, cogérant d’une maison de commerce de draperies avec Alfred Gueudet), trônait au centre d'un vaste parc. La bâtisse, édifiée donc en retrait de la rue de Bouillé, était accessible par l'intermédiaire d'un perron à double escalier, tandis le hall dallé de marbre blanc commandait l'accès aux pièces de réception lambrissées d’acajou. Lors des travaux d'agrandissement conduits en 1980 par l'architecte Paul Ferré (fil de Maurice Ferré), l'hôtel ne put être intégré au projet et fut dont rasé en 1981. Malgré la construction du nouveau bâtiment administratif et d'accueil du public, le parc aménagé à la fin du XIXe siècle, planté de végétaux « exotiques » comme les séquoias géants, les magnolias et les camélias, fut en grande partie conservé.

## Coordonnées des lieux mentionnés
1. ↑  Hôtel Gueudet Moreau-Dupavillon : 47° 13′ 31″ N, 1° 33′ 27″ O.
2. ↑  Emplacement approximatif de l'hôtel Lafontaine Saint-Royre : 47° 13′ 29″ N, 1° 33′ 28″ O.